# Liste der Monuments historiques in Laval-Morency
Die Liste der Monuments historiques in Laval-Morency führt die Monuments historiques in der französischen Gemeinde Laval-Morency auf.

## Liste der Immobilien
| Bezeichnung       | Beschreibung           | Standort                 | Kennzeichnung | Schutzstatus | Datum | Bild           |
| ----------------- | ---------------------- | ------------------------ | ------------- | ------------ | ----- | -------------- |
| Kirche St-Étienne | ab dem 12. Jahrhundert | Place de l’Église (Lage) | PA00078456    | Inscrit      | 1926  | weitere Bilder |